# Classe Ticonderoga (incrociatore)
La classe Ticonderoga è una classe di incrociatori lanciamissili, con compiti antiaerei. Anche nota come classe Aegis, in quanto per lungo tempo l'unica fruitrice di tale sistema di combattimento integrato, rappresenta la classe di incrociatori antiaerei "definitiva" della marina USA.
Si tratta di navi che hanno fatto fare un grande salto in avanti alle capacità operative dell'US Navy, grazie al nuovo radar AN/SPY-1. L'AN / SPY-1 è un sistema radar 3D della Marina degli Stati Uniti prodotto da Lockheed Martin. L'array è un sistema passivo a scansione elettronica ed è un componente chiave del sistema di combattimento Aegis. Che riprendeva il concetto del FRESCAN SPS-32 dell'USS Long Beach, ma sviluppato con tecnologie moderne ed elettronica allo stato solido, abbinato a missili molto migliorati rispetto a quanto disponibile negli anni 1960.

## Sviluppo
La classe venne ideata con lo scopo di uniformare le capacità delle grandi unità antiaeree della marina statunitense verso un tipo che fosse più semplice e efficiente possibile, senza tuttavia dimenticare che la minaccia dei missili sovietici rendeva necessario, per pararne gli attacchi, mantenere gli standard elevati.
Essa nasceva soprattutto dalla paura che un'azione di saturazione da parte dei bombardieri sovietici potesse far sì che le pattuglie di intercettori della Marina statunitense venissero superate, e che lanci di missili a lungo raggio ed eventualmente con testate nucleari potessero sopraffare anche le difese, considerate forti ma non impenetrabili, delle navi di scorta statunitensi, mettendo a quel punto le portaerei in grave pericolo. Questo era successo già nella seconda guerra mondiale, soprattutto con i kamikaze.
La limitazione di avere radar convenzionali per controbattere le minacce provenienti da vari settori venne tenuta in conto già negli anni '50, al termine dei quali venne introdotto il radar SPS-32 sulle nuove, avveniristiche navi USA a propulsione nucleare, l'Enterprise e il Long Beach, ma sebbene questi apparati funzionassero, erano troppo costosi e necessitanti di molti perfezionamenti tecnologici.
Il successivo SPG-59 era ancora più ambizioso, e associato direttamente ad un sistema missilistico, il Typhoon, che riusciva addirittura a superare le prestazioni dei Talos. Ma il costo e le difficoltà del programma, oltre alla spesa per la guerra del Vietnam, fecero fallire questi sogni ipertecnologici, e per circa 15 anni non vi furono seguiti pratici, preferendo tornare a radar più tradizionali e facili da realizzare, come l'SPS-48.
Verso la fine degli anni '60, però, era nuovamente in fase di studio un radar di caratteristiche avanzate, integrato nel programma ASMS, basato sulla tecnologia dei dipoli in fase (phased array) aggiornata ai più recenti standard. Questo apparato era l'SPY-1 della Raytheon, che sarebbe dovuto andare all'incrociatore Virginia. Ma siccome per quando venne approntato il radar esso era già in fase di costruzione e non poteva essere modificato facilmente, si preferì destinarlo alle navi classe Ticonderoga, che derivavano dai caccia Spruance e avevano propulsione convenzionale. I "Virginia migliorati" erano ovviamente previsti con l'AEGIS, ma non vennero mai realizzati e così l'unico incrociatore nucleare dotato di radar a dipoli in fase è rimasto il Long Beach.

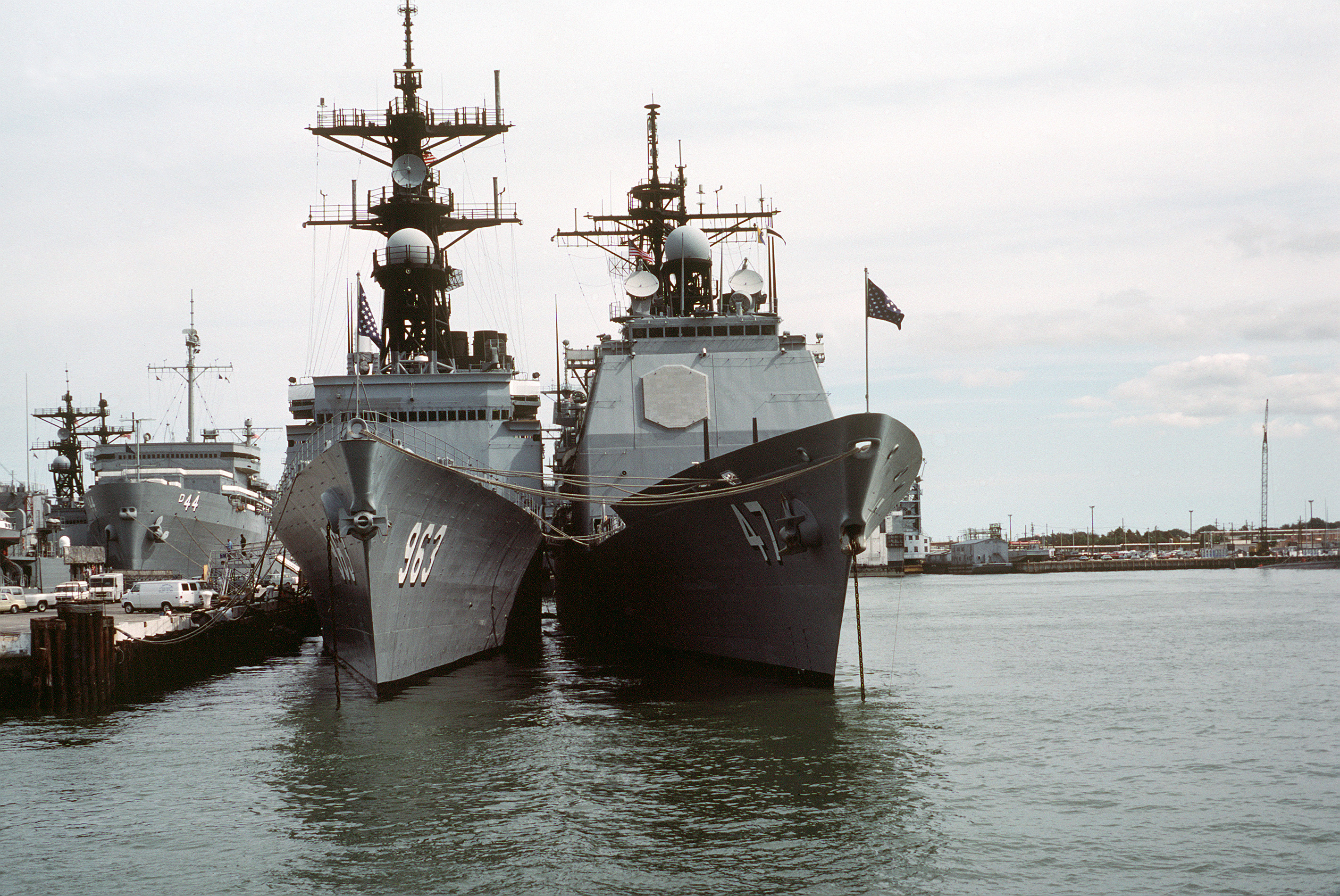
Classe Spruance e Classe Ticonderoga

## Tecnica
Cosa sia diventato il sistema di combattimento per una nave da guerra lo dimostra chiaramente la stessa "ridenominazione" dei Ticonderoga e Burke, chiamati più sbrigativamente unità AEGIS.
Se prima dell'SPY-1 le navi da guerra erano progettate anzitutto come mezzi navali, con relativi armamenti installabili entro le strutture, e i sensori erano solo in terza posizione tra le esigenze della progettazione, dopo le cose si sono fatte ben diverse. Gli apparati elettronici non sono rimasti solo un supporto per sparare meglio o vedere a distanza, arrangiati in qualche parte delle sovrastrutture dove potevano essere installati in maniera decente, e integrati tra di loro in modi rudimentali, ma sono divenuti la ragione stessa della nave, totalmente integrati con gli elaboratori di bordo e le armi. Le esigenze, come anche i costi, che essi hanno son diventate prioritarie nel concepire tutta l'unità destinata a portarli.
Il sistema AEGIS è basato su di un radar multifunzionale e una serie di elaboratori. Sulle sovrastrutture sono presenti 4 antenne a dipoli in fase, costituite ciascuna da una superficie di 13,32 m2 (3,7x3,7 m) in cui esistono 4080 elementi radianti, detti sfasatori, che vengono commutati per emettere radiazioni simultaneamente su diverse direzioni contemporanee, cioè operando come tante piccole antenne, che deflettono elettronicamente in azimut e elevazione il loro raggio e cercano attraverso lo spazio aereo circostante.
Con le 4 antenne fisse, sistemate sul torrione e sull'alta sovrastruttura poppiera, si coprono i 360 gradi ed esse –e la memoria dell'elaboratore- consentono di seguire oltre 200 bersagli simultaneamente, come se fossero molteplici occhi che guardano e osservano ogni singolo oggetto, quando la tipica antenna meccanica opera come un faro, ruotando attorno al proprio asse ed emettendo un unico fascio d'onde.
Una versione di mezzo è data da apparati come l'SPS-48 o l'EMPAR, che ruotano ma operano una scansione elettronica in elevazione, senza muovere l'antenna sul piano verticale. Il vantaggio, tra l'altro, è di necessitare di una sola antenna per nave.
L'AN/SPY-1 ha anche un nome significativo, è infatti un radar multiruolo, in quanto questo significa Y, mentre i predecessori erano apparati per la sola scoperta (S) o per il tiro (G).
Nonostante questo, come gli occhi dei ragni, che vedono tutt'attorno ma non a grandi distanze, l'AEGIS ha maggiore enfasi sul numero di bersagli e la simultaneità dell'osservazione che sulla portata massima, ed è per questo che sui "Ticos" esiste anche un radar a lungo raggio SPS-49, mentre per il controllo del tiro vi sono radar separati, gli SPG-62. Il sistema radar principale provvede a fornire le coordinate del bersaglio ai missili standard, mentre i radar illuminano gli obiettivi nella fase finale del volo (circa 10 km). I sistemi phased array del Patriot e l'EMPAR hanno invece anche la capacità di fornire l'illuminazione diretta del bersaglio, senza altri radar specializzati.

Il sistema AEGIS viene gestito tramite elaboratori, originariamente gli AN/UYK-7, poi rimpiazzati con i AN/UYK-43 e AN/UYK-44 della produzione più recente, e infine processori di origine commerciale.
Con essi il radar può seguire centinaia di bersagli di vario genere a varie quote e direzioni, in una visione tridimensionale, e presentarli su monitor multifunzionali, convergendo i fasci elettronici su un singolo oggetto, come su numerosi simultaneamente. Con i data link JTDS è possibile scambiare i dati rilevati con altre piattaforme, e con altri data link radio si può dirigere in sequenza i missili lanciati su singoli bersagli, attivando l'illuminazione radar solo nella fase finale.

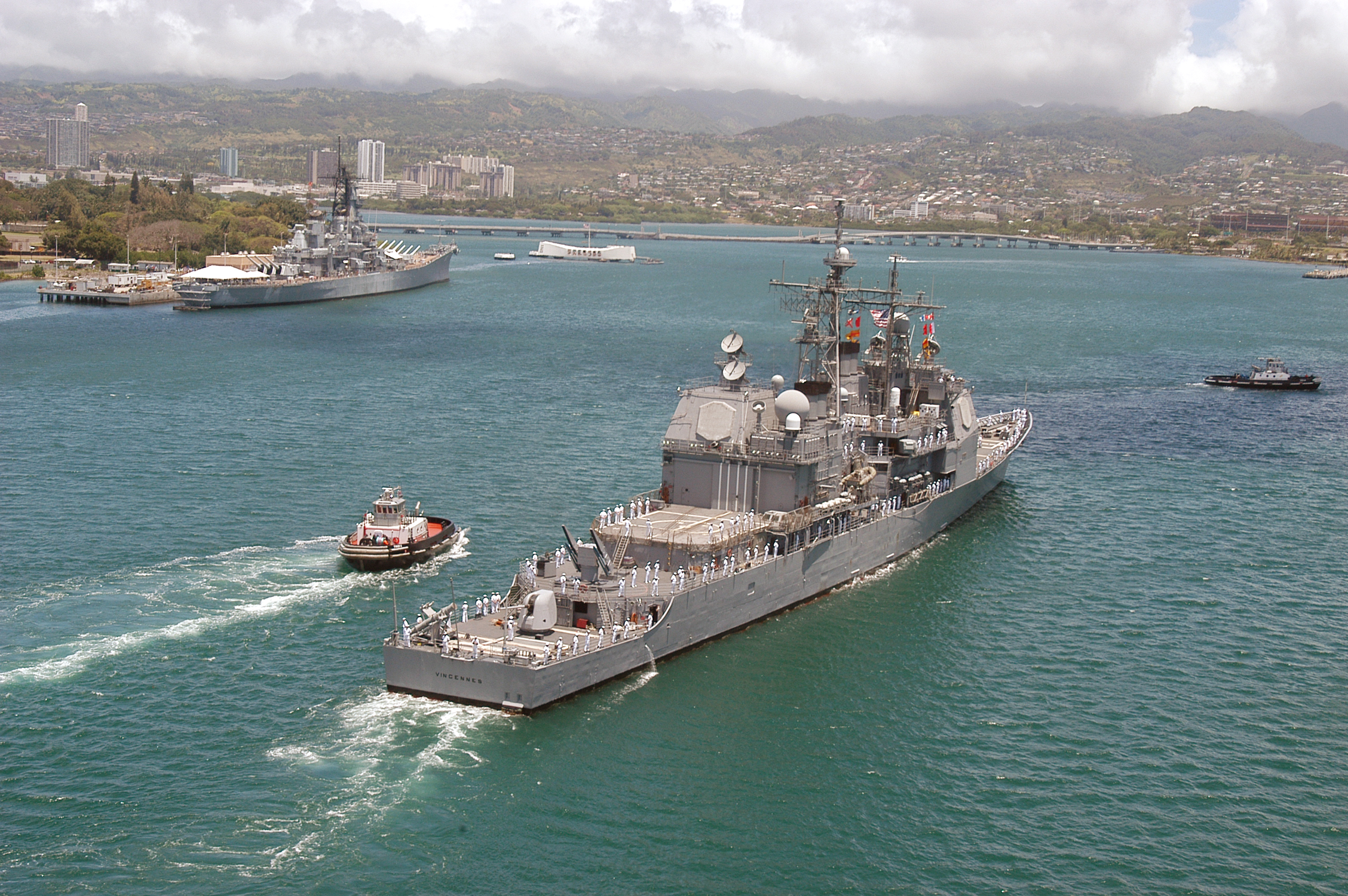
L'USS Vincennes a Pearl Harbor

Il sistema di controllo computerizzato ha anche un nome, ma poco significativo, Mk1. Il software originario, del 1983, aveva 820.000 righe, ma nei vari aggiornamenti, chiamati Baseline, è diventato molto più complesso; il Baseline 4 del 1989 aveva 1 milione di righe, ma il 5 phase III ha 6,5 milioni di righe.
Non si tratta solo di software: il sistema di combattimento AEGIS richiede anche un hardware pesantissimo, 610 tonnellate nel caso del Ticonderoga, 656 nel caso della produzione più recente, con un numero di componenti passato da 865 a 924.

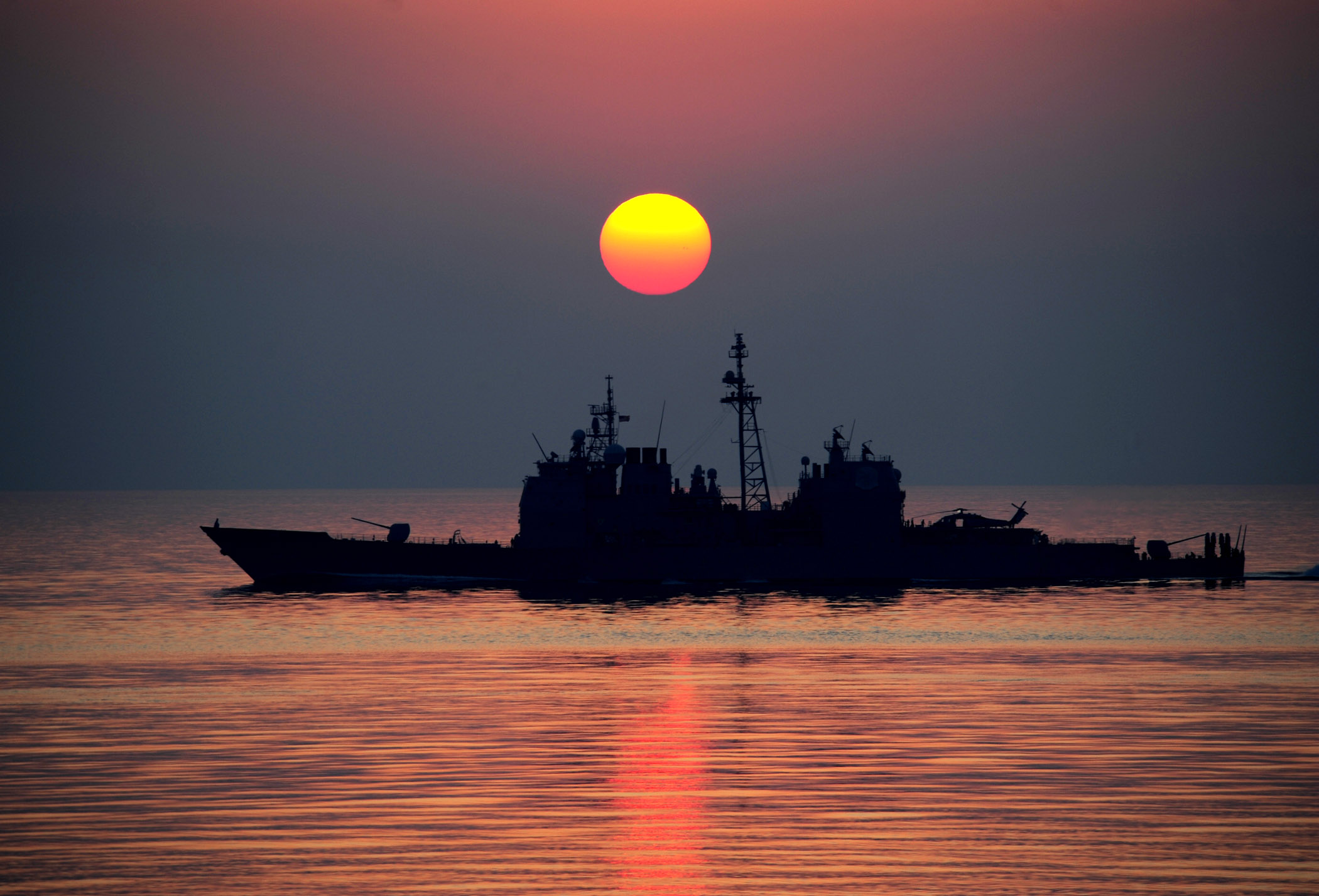
Suggestiva immagine dell'incrociatore USS Mobile (CG 53) in navigazione nel Mar Arabico

Non c'è da stupirsi che le navi di tale classe, con tanto peso in alto, siano state criticate per la scarsa stabilità laterale. Oltretutto, il radar è in posizione elevata sul livello del mare, perché per quanto avanzato, l'AEGIS non è un radar con capacità di vedere oltre l'orizzonte, e in termini di portata di scoperta, nonostante quello che i suoi sostenitori spesso riportano, non ha nessun vero vantaggio su di un radar convenzionale con lo stesso output di potenza: non cambia niente se un dato livello di energia è irradiato da tante piccole antenne o da una sola grande.
Una differenza, però, esiste ed è che un radar phased array costa fino a 100 volte quanto un apparato convenzionale di uguale portata, ed è molto più impegnativo da portare per una nave. Per questo esistono radar come l'Arabelle e l'EMPAR, molto meno costosi e pesanti: ruotando velocemente rendono quasi ininfluente la mancanza di simultaneità dell'osservazione a 360 gradi, ed essendo Phased array attivi possono anche guidare i missili fino all'impatto.
Per quanto riguarda la progettazione del resto della nave, il Ticonderoga ha uno scafo derivato da quello degli Spruance, forse grazie all'esperienza dei Kidd (praticamente, il sistema d'arma dei Virginia nello scafo degli Spruance), ed è motorizzato da 4 turbine a gas GE LM 2500, diffuso ed affidabile apparato propulsivo, con 2 turbine accese per la crociera, tutte e 4 per la massima velocità.
Le sovrastrutture, come si è visto, estremamente alte, sono in alluminio, per contenere i pesi a scapito dei costi e della resistenza agli incendi, ma non c'era altro modo per ridurre l'altezza baricentrica.
Nessuna concezione della Stealthness era all'epoca in auge, e la RCS dei Ticos (come anche la traccia IR data dalle turbine a gas), ovvero la superficie radar equivalente, dev'essere estremamente elevata, a causa delle ampie superfici verticali e prive di una qualche inclinazione. Notare che la plancia di comando è sopra l'antenna del radar SPY-1, non sotto come normalmente accade.
Non stupisce che le grandi navi in parola tendano a rollare in maniera vistosa durante le tempeste. I fumaioli sono raggruppati in 2 complessi, uno per blocco di sovrastrutture.
In termini di armamento, i Ticos hanno avuto subito 2 cannoni Mk 45 da 127 mm, uno a prua e 1 a poppa, mentre i CIWS Phalanx sono stati installati sulle sovrastrutture, in posizione elevata, per un migliore campo di tiro, ma hanno settori ciechi a prua e poppa.
I lanciasiluri sono i classici MK 32 con armi Mk 46.
Soprattutto, però, esistono 2 lanciamissili, che nelle prime 5 unità erano gli Mk 26, con il modello 2 da 44 armi. Esso poteva lanciare missili Standard e ASROC, ma non gli Harpoon, che trovano posto nei soliti 2 fasci quadrupli a mezza nave.
A parte ciò, dopo le prime 5 navi, nel 1987 è arrivato l'Mk 41, con 8 moduli da 8 missili l'uno. Dal momento che 3 celle sono usate per la gru di ricarica missili (è possibile eseguirla anche in mare aperto) ogni lanciamissili, in ragione di questo utile attrezzo, perde 3 celle e si riduce a 61, sia dei soliti tipi SM-2 e ASROC, ma anche con l'aggiunta dei Tomahawk, ciò che rende possibile trasformare a seconda delle esigenze le navi AEGIS in unità ASW, AA, per attacco terrestre (come fatto durante Desert Storm).
Ma stranamente, gli Mk 41 sono rimasti ancora senza Harpoon (strano davvero, visto che hanno dimensioni compatibili con quelle degli altri missili).
Per il controllo del tiro i 4 SPG-62, con le loro antenne paraboliche, sono sistemati 2 a prua, sopra la plancia, e 2 a poppa. Non si è ripetuto l'errore della classe Virginia, e i 4 radar consentono di ingaggiare fino a 10-12 bersagli alla volta.
Con la realizzazione dei Ticos la marina USA non si è voluta far mancare nulla, e così esiste sia un sonar di prua a bassa frequenza, che uno rimorchiato, più ben 2 elicotteri ASW, per la prima volta in un incrociatore dell'US Navy. Anche qui, la differenza con i Virginia è netta, mentre è chiaro che il package ASW è ripreso dagli Spraunce, le cui dotazioni ASW ed elicotteristiche non sono state interessate dal cambio di ruolo (da unità ASW ad AAW).

## Servizio
I Ticos sono entrati in linea come navi antiaeree, con compiti offensivi limitati, e nei primi 4 anni ne sono state realizzate solo 5.
Il Ticonderoga, curiosamente, venne subito impiegato per bombardare posizioni siriane e druse in Libano, nel 1983-1984, e l'US Navy rischiò qualcosa con tale nave così sofisticata e utilizzata sotto costa per azioni di cannoneggiamento eseguibili da qualunque altra unità. 

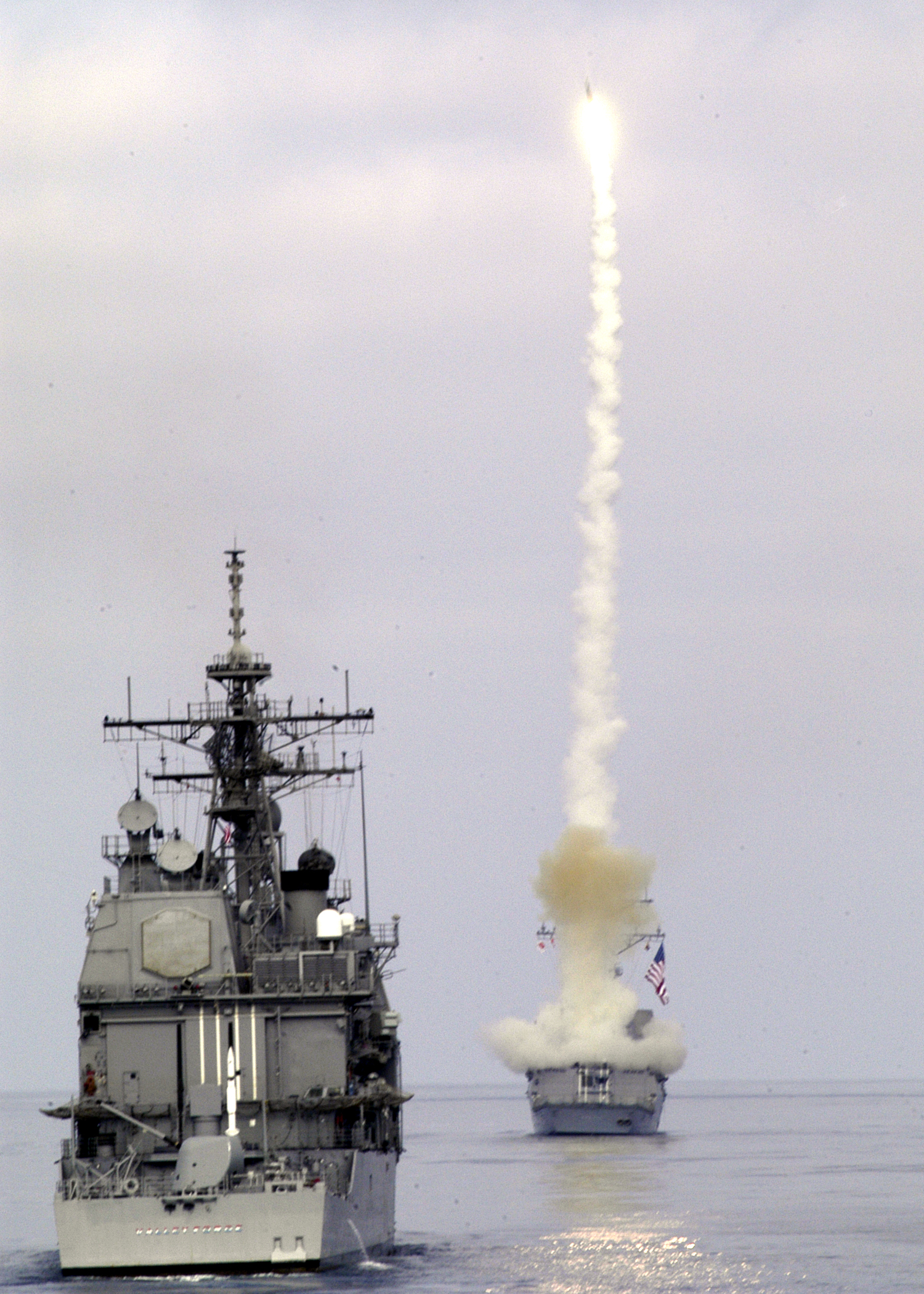
Il Preble lancia un missile dai pozzi di lancio Mk 41. Notare il cannone di poppa e gli hangar della nave in primo piano, sempre un Ticonderoga, ma soprattutto la struttura esagonale, che è uno dei 4 elementi del radar a schiera SPY-1

In seguito, i Ticos hanno prestato servizio in altri punti caldi del mondo: uno di essi, il Vincennes, abbatté nel 1988 un Airbus iraniano, scambiandolo per un aereo militare ostile: morirono 280 persone e si causò grande scalpore internazionale. Soprattutto, da parte di molti osservatori si puntualizzò che una macchina aveva preso in maniera semiautonoma la decisione di ingaggiare e distruggere un velivolo, uccidendo persone, ciò che rimanda a molte citazioni celebri della fantascienza (es. 2001: Odissea nello spazio).
Nella guerra del 1991, antistoricamente detta "del Golfo" (in quanto tale nome era stato già usato per la guerra Iran-Iraq), i Ticos erano presenti in almeno 9 unità, e lanciarono dozzine di missili Tomahawk.
Ma uno di essi, il Princeton, finì su una o 2 mine da fondo e risultò danneggiato al punto che si temette potesse spezzarsi in chiglia, affondando in due tronconi. 2 mine da poche migliaia di dollari avevano quasi distrutto un incrociatore da 1 miliardo, e questo spiega bene perché non c'è una difesa imperforabile (o almeno, contro le mine non è stata trovata).
In seguito i Ticos hanno continuato ad evolversi e ad essere aggiornati, ma di recente le prime 5 unità, ancora relativamente giovani, piuttosto che essere aggiornate con i VLS MK 41, sono state messe fuori servizio, per i soliti problemi di budget che affliggono anche la US Navy. Le altre 22 unità continuano a navigare come le ultime esponenti della categoria incrociatori nella marina statunitense (i Burke sono classificati cacciatorpediniere).
La missione degli AEGIS si è ulteriormente evoluta, con l'introduzione di una nuova missione della nave e del suo sistema d'arma: la difesa ATBM, contro missili antiaerei utilizzati come armi antibalistiche contro missili in arrivo: non è chiaro quale sia il livello della portata dei missili e la capacità del sistema (non è chiaro se davvero esista un sistema missilistico capace di assicurare la difesa contro missili balistici), ma sono stati svolti a partire dalla metà del 1995 numerosi test, con i radar AEGIS modificati per tracciare le traiettorie balistiche degli ordigni.
Tracciare le traiettorie balistiche è relativamente facile, esistono da decenni radar per rilevare mortai e proiettili di artiglieria, persino di arma da fuoco.
La reale validità di un sistema di difesa del genere è difficile da valutare, ma come minimo la nave AEGIS deve affrontare l'ostico problema del fatto che i missili balistici sono puntati verso obiettivi di terra, magari lontano dal mare.
I missili sono gli Standard SM-2 dei block più recenti, con numerose modifiche, incluso un nuovo tipo di testata ad energia cinetica. Ma la ridotta massa delle armi possibili per la struttura degli AEGIS e dei loro lanciatori rende comunque arduo dare ai missili una potenza paragonabile agli ATBM basati a terra.

## Unità
| Distintivo Ottico                                 | Nome                                       | Costruttore                                | Impostazione                               | Varo                                       | Entrata in servizio                        | Decommissione                              | Vita operativa                             | Stato                                                    |
| Variante con Mark 26 lancia missili binato        | Variante con Mark 26 lancia missili binato | Variante con Mark 26 lancia missili binato | Variante con Mark 26 lancia missili binato | Variante con Mark 26 lancia missili binato | Variante con Mark 26 lancia missili binato | Variante con Mark 26 lancia missili binato | Variante con Mark 26 lancia missili binato | Variante con Mark 26 lancia missili binato               |
| ------------------------------------------------- | ------------------------------------------ | ------------------------------------------ | ------------------------------------------ | ------------------------------------------ | ------------------------------------------ | ------------------------------------------ | ------------------------------------------ | -------------------------------------------------------- |
| CG-47                                             | Ticonderoga                                | Cantieri Navali Ingalls                    | 21 gennaio 1980                            | 25 aprile 1981                             | 22 gennaio 1983                            | 30 settembre 2004                          | 21 anni e 252 giorni                       | demolito nel 2022                                        |
| CG-48                                             | Yorktown                                   | Cantieri Navali Ingalls                    | 19 ottobre 1981                            | 17 gennaio 1983                            | 4 luglio 1984                              | 10 December 2004                           | 20 anni e 159 giorni                       | demolito nel 2024                                        |
| CG-49                                             | Vincennes                                  | Cantieri Navali Ingalls                    | 19 ottobre 1982                            | 14 gennaio 1984                            | 6 luglio 1985                              | 29 giugno 2005                             | 19 anni e 358 giorni                       | demolito nel 2011                                        |
| CG-50                                             | Valley Forge                               | Cantieri Navali Ingalls                    | 14 aprile 1983                             | 23 giugno 1984                             | 18 gennaio 1986                            | 30 agosto 2004                             | 18 anni e 225 giorni                       | affondato come bersaglio nel 2006                        |
| CG-51                                             | Thomas S. Gates                            | Bath Iron Works                            | 31 agosto 1984                             | 14 dicembre 1985                           | 22 agosto 1987                             | 16 December 2005                           | 18 anni e 116 giorni                       | demolito nel 2017                                        |
| Variante con Mark 41 Vertical Launch System (VLS) |                                            |                                            |                                            |                                            |                                            |                                            |                                            |                                                          |
| CG-52                                             | Bunker Hill                                | Cantieri Navali Ingalls                    | 11 gennaio 1984                            | 11 marzo 1985                              | 20 settembre 1986                          | 22 settembre 2023                          | 37 anni e 2 giorni                         | nave decommissionata e messa nella flotta di riserva     |
| CG-53                                             | Mobile Bay                                 | Cantieri Navali Ingalls                    | 6 giugno 1984                              | 22 agosto 1985                             | 21 febbraio 1987                           | 10 agosto 2023                             | 36 anni e 179 giorni                       | nave decommissionata e messa nella flotta di riserva     |
| CG-54                                             | Antietam                                   | Cantieri Navali Ingalls                    | 15 novembre 1984                           | 14 febbraio 1986                           | 6 giugno 1987                              | 27 settembre 2024                          |                                            | in servizio attivo                                       |
| CG-55                                             | Leyte Gulf                                 | Cantieri Navali Ingalls                    | 18 marzo 1985                              | 20 giugno 1986                             | 26 settembre 1987                          | 27 settembre 2024                          |                                            | in servizio attivo                                       |
| CG-56                                             | San Jacinto                                | Cantieri Navali Ingalls                    | 24 luglio 1985                             | 14 novembre 1986                           | 23 gennaio 1988                            | 15 settembre 2023                          | 35 anni e 235 giorni                       | nave decommissionata e messa nella flotta di riserva     |
| CG-57                                             | Lake Champlain                             | Cantieri Navali Ingalls                    | 3 marzo 1986                               | 3 aprile 1987                              | 12 agosto 1988                             | 1 settembre 2023                           | 35 anni e 20 giorni                        | nave decommissionata e messa nella flotta di riserva     |
| CG-58                                             | Philippine Sea                             | Bath Iron Works                            | 8 aprile 1986                              | 12 luglio 1987                             | 18 marzo 1989                              | proposto nel 2025                          |                                            | in servizio attivo                                       |
| CG-59                                             | Princeton                                  | Cantieri Navali Ingalls                    | 15 ottobre 1986                            | 2 ottobre 1987                             | 11 febbraio 1989                           | proposto nel 2026                          |                                            | in servizio attivo                                       |
| CG-60                                             | Normandy                                   | Bath Iron Works                            | 7 aprile 1987                              | 19 marzo 1988                              | 9 dicembre 1989                            | proposto nel 2025                          |                                            | in servizio attivo                                       |
| CG-61                                             | Monterey                                   | Bath Iron Works                            | 19 agosto 1987                             | 23 ottobre 1988                            | 16 giugno 1990                             | 16 settembre 2022                          | 32 anni e 92 giorni                        | nave decommissionata e messa nella flotta di riserva     |
| CG-62                                             | Robert Smalls                              | Cantieri Navali Ingalls                    | 24 giugno 1987                             | 15 luglio 1988                             | 4 novembre 1989                            | proposto nel 2026                          |                                            | in servizio attivo, precedentemente USS Chancellorsville |
| CG-63                                             | Cowpens                                    | Bath Iron Works                            | 23 dicembre 1987                           | 11 marzo 1989                              | 9 marzo 1991                               | 30 agosto 2024                             |                                            | in servizio attivo                                       |
| CG-64                                             | Gettysburg                                 | Bath Iron Works                            | 17 agosto 1988                             | 22 luglio 1989                             | 22 giugno 1991                             | proposto nel 2026                          |                                            | in servizio attivo                                       |
| CG-65                                             | Chosin                                     | Cantieri Navali Ingalls                    | 22 luglio 1988                             | 1 settembre 1989                           | 12 gennaio 1991                            | proposto nel 2027                          |                                            | In active service                                        |
| CG-66                                             | Hué City                                   | Cantieri Navali Ingalls                    | 20 febbraio 1989                           | 1 giugno 1990                              | 14 settembre 1991                          | 23 settembre 2022                          | 31 anni e 9 giorni                         | nave decommissionata e messa nella flotta di riserva     |
| CG-67                                             | Shiloh                                     | Bath Iron Works                            | 1 agosto 1989                              | 8 settembre 1990                           | 18 luglio 1992                             | prevista nel 2024                          |                                            | in servizio attivo                                       |
| CG-68                                             | Anzio                                      | Cantieri Navali Ingalls                    | 21 agosto 1989                             | 2 novembre 1990                            | 2 maggio 1992                              | 22 settembre 2022                          | 30 anni e 143 giorni                       | nave decommissionata e messa nella flotta di riserva     |
| CG-69                                             | Vicksburg                                  | Cantieri Navali Ingalls                    | 30 maggio 1990                             | 2 agosto 1991                              | 14 novembre 1992                           | 28 giugno 2024                             | 31 anni e 227 giorni                       | nave decommissionata e messa nella flotta di riserva     |
| CG-70                                             | Lake Erie                                  | Bath Iron Works                            | 6 marzo 1990                               | 13 luglio 1991                             | 10 maggio 1993                             | proposto nel 2025                          |                                            | in servizio attivo                                       |
| CG-71                                             | Cape St. George                            | Cantieri Navali Ingalls                    | 19 novembre 1990                           | 10 gennaio 1992                            | 12 giugno 1993                             | proposto nel 2027                          |                                            | in servizio attivo                                       |
| CG-72                                             | Vella Gulf                                 | Cantieri Navali Ingalls                    | 22 aprile 1991                             | 13 giugno 1992                             | 18 settembre 1993                          | 4 agosto 2022                              | 28 anni e 320 giorni                       | nave decommissionata e messa nella flotta di riserva     |
| CG-73                                             | Port Royal                                 | Cantieri Navali Ingalls                    | 18 ottobre 1991                            | 20 novembre 1992                           | 9 luglio 1994                              | 29 settembre 2022                          | 28 anni e 82 giorni                        | nave decommissionata e messa nella flotta di riserva     |

Tabella aggiornata al 5 agosto 2024